# Svojšice (ort i Tjeckien, Pardubice)
Svojšice är en ort i Tjeckien.   Den ligger i regionen Pardubice, i den centrala delen av landet, 90 km öster om huvudstaden Prag. Svojšice ligger 295 meter över havet och antalet invånare är 189.
Terrängen runt Svojšice är platt norrut, men söderut är den kuperad. Terrängen runt Svojšice sluttar norrut. Runt Svojšice är det ganska tätbefolkat, med 155 invånare per kvadratkilometer. Närmaste större samhälle är Pardubice, 15,1 km nordost om Svojšice. Omgivningarna runt Svojšice är en mosaik av jordbruksmark och naturlig växtlighet.